# 沼野充義
沼野 充義（ぬまの みつよし、1954年（昭和29年）6月8日 - ）は、日本のスラヴ文学者。東京大学名誉教授。名古屋外国語大学世界教養学部教授。放送大学客員教授。
専門はロシア・ポーランド文学。現代日本文学など世界文学にも詳しく、その文芸評論は文芸誌・新聞などでしばしば見られる。

## 人物
東京都大田区出身。スタニスワフ・レムの作品に熱中し、ポーランド語を専門とすることを決める。学生時代には、非英米圏SF研究ファングループ「イスカーチェリ」に参加し、のち、日本SF作家クラブ会員。1977年（昭和52年）- 1979年（昭和54年）の第19次『新思潮』に参加し評論を書いた。四方田犬彦、平野共余子らの映画同人誌『シネマグラ』にも参加。日本学術会議会員。日本ペンクラブ副会長。
ヴィスワヴァ・シンボルスカの詩集『瞬間』の翻訳を未知谷のサイトで連載していたが（2017年（平成29年）5月 - ）、のちに書籍として刊行。
妻の沼野恭子はロシア文学者（東京外国語大学名誉教授、放送大学客員教授）。
2025年7月現在では、日本SF作家クラブの会員名簿に名前がない。

## 略歴
- 1973年（昭和48年）3月 - 東京教育大学附属駒場高等学校（現・筑波大学附属駒場高等学校）卒業
- 1977年（昭和52年）3月 - 東京大学教養学部教養学科ロシア分科卒業
- 1979年（昭和54年）3月 - 東京大学大学院人文科学研究科露語露文学専門課程修士課程修了
- 1981年（昭和56年）9月 - フルブライト奨学生としてハーバード大学大学院スラヴ語スラヴ文学専攻博士課程へ留学
- 1984年（昭和59年）
  - 2月 - ハーバード大学助手（ティーチング・アシスタント、1985年（昭和60年）6月まで）
  - 6月 - ハーバード大学より文学修士 (M.A.) 取得
- 1985年（昭和60年）
  - 3月 - 東京大学大学院人文科学研究科露語露文学専門課程博士課程単位取得満期退学
  - 6月 - ハーバード大学大学院スラヴ語スラヴ文学専攻博士課程単位取得・博士論文提出資格取得
  - 8月 東京大学教養学部ロシア語教室専任講師
- 1987年（昭和62年）9月 - ワルシャワ大学東洋学研究所客員講師（1年間、日本語学科の講師を務めた[2]）
- 1989年（昭和64年 / 平成元年）1月 - 東京大学教養学部ロシア語教室助教授
- 1994年（平成6年）4月 - 東京大学文学部スラヴ文学研究室助教授
- 2000年（平成12年）5月 - ロシア国立人文大学（英語版）において共同研究（国際交流基金フェロー 11月まで）
- 2002年（平成14年）10月 - ロシア国立大学アジア・アフリカ研究所客員教授
- 2004年（平成16年）4月 - 東京大学大学院人文社会系研究科教授
- 2007年（平成19年）4月 - 東京大学大学院人文社会系研究科・文学部に新設された現代文芸論研究室に所属（スラブ文学研究室と兼任）
- 2009年（平成21年）- 日本ロシア文学会会長（2013年まで）[3]
- 2014年（平成26年）- 日本ロシア・東欧研究連絡協議会代表幹事（2017年まで）[3]
- 2015年（平成27年）
  - 日本スラヴ学研究会会長（2019年まで）[3]
  - 日本ペンクラブ国際委員会委員長（2019年まで）[3]
  - ロシア文学会大賞選考委員長（2017年まで）[3]
- 2019年（平成31年）
  - 4月 - 放送大学客員教授
- 2020年（令和2年）
  - 3月 - 東京大学を定年退職
  - 4月 - 名古屋外国語大学世界教養学部教授・東京大学名誉教授

## 受賞歴
- 2002年（平成14年）-『徹夜の塊』でサントリー学芸賞芸術・文学部門
- 2004年（平成16年）-『ユートピア文学論』で第55回読売文学賞

## 著書

### 単著
- 『屋根の上のバイリンガル』（筑摩書房） 1988／白水Uブックス 1996
  - 『ロシア文学を学びにアメリカへ？ - 増補版 屋根の上のバイリンガル』（中公文庫、奈倉有里解説） 2025
- 『永遠の一駅手前 - 現代ロシア文学案内』（作品社） 1989
- 『夢に見られて - ロシア・ポーランドの幻想文学』（作品社） 1990
- 『スラヴの真空』（自由国民社、読書の冒険シリーズ） 1993
- 『モスクワ - ペテルブルグ縦横記』（岩波書店） 1995
- 『W文学の世紀へ - 境界を越える日本語文学』（五柳書院） 2001
- 『亡命文学論 - 徹夜の塊』（作品社） 2002、増訂版 2022
- 『ユートピア文学論 - 徹夜の塊2』（作品社） 2003、増訂版 2022
- 『世界文学から / 世界文学へ 文芸時評の塊 1993-2011』（作品社） 2012
- 『チェーホフ 七分の絶望と三分の希望』（講談社） 2015
- 『世界文学論 - 徹夜の塊3』（作品社） 2020

### 共著
- 『世界の文学のいま』（青山南, 江中直紀, 富士川義之, 樋口大介共著、福武書店） 1991
- 『世界×現在×文学 - 作家ファイル』（越川芳明, 野谷文昭, 柴田元幸, 野崎歓共著、国書刊行会） 1996
- 『世界の食文化〈19〉ロシア』（沼野恭子共著、農山漁村文化協会） 2006
- 『ユーラシア世界 1 〈東〉と〈西〉』（塩川伸明, 小松久男, 宇山智彦共著、東京大学出版会） 2012
- 『ロシア革命100年の謎』（亀山郁夫共著、河出書房新社） 2017 - 新書判
- 『徹底討議 二〇世紀の思想・文学・芸術』（松浦寿輝, 田中純共著、講談社） 2024

### 編著
- 『ロシア怪談集』（河出文庫） 1990、新装版 2019
- 『東欧怪談集』（河出文庫） 1995、新装版 2020
- 『ユートピアへの手紙 - 世界文学からの20の声』（河出書房新社） 1997
- 『イリヤ・カバコフの芸術』（五柳書院） 1999
- 『ユダヤ学のすべて』（新書館） 1999
- 『鰐 ドストエフスキーユーモア小説集』（講談社文芸文庫） 2007
- 『芸術は何を超えていくのか? - 未来を拓く人文・社会科学15』（東信堂） 2009
- 『チェーホフ「かもめ」』（NHK出版〈100分de名著〉、2012年9月度放送テキスト）
- 『世界は文学でできている 対話で学ぶ〈世界文学〉連続講義』（光文社） 2012
- 『やっぱり世界は文学でできている 対話で学ぶ〈世界文学〉連続講義2』（光文社） 2013
- 『村上春樹「かえるくん、東京を救う」英訳完全読解』（監修、NHK出版） 2014
- 『それでも世界は文学でできている 対話で学ぶ〈世界文学〉連続講義3』（光文社） 2015
- 『8歳から80歳までの世界文学入門 対話で学ぶ〈世界文学〉連続講義4』（光文社） 2016
- 『つまり、読書は冒険だ。対話で学ぶ〈世界文学〉連続講義5』（光文社） 2017
- 『スタニスワフ・レム「ソラリス」』（NHK出版〈100分de名著〉、2017年12月度放送テキスト）
- 『村上春樹「ねじまき鳥クロニクル」』（NHK出版〈100分de名著〉、2025年4月度放送テキスト）

### 共編著
- 『世界文学のすすめ』（大岡信, 奥本大三郎, 川村二郎, 小池滋、岩波文庫別冊） 1997
- 『世界は村上春樹をどう読むか』（柴田元幸, 藤井省三, 四方田犬彦、国際交流基金編、文藝春秋） 2006、文春文庫 2009
- 『書きなおすナボコフ、読みなおすナボコフ』（若島正、研究社） 2011
- 『ユーラシア世界1〈東〉と〈西〉』（塩川伸明, 小松久男, 宇山智彦共編、東京大学出版会） 2012
- 『ユーラシア世界2 ディアスポラ論』（塩川伸明, 小松久男共編、東京大学出版会） 2012
- 『ユーラシア世界3 記憶とユートピア』（塩川伸明, 小松久男共編、東京大学出版会） 2012
- 『ユーラシア世界4 公共圏と親密圏』（塩川伸明, 小松久男, 松井康浩共編、東京大学出版会） 2012
- 『ユーラシア世界5 国家と国際関係』（塩川伸明, 小松久男共編、東京大学出版会） 2012
- 『世界の名作を読む 海外文学講義』（工藤庸子, 池内紀, 柴田元幸、角川ソフィア文庫） 2016
- 『ドストエフスキー ポケットマスターピース10』（高橋知之共編訳、集英社文庫ヘリテージシリーズ） 2016
- 『ヨーロッパ文学の読み方 近代篇』（野崎歓共編著、放送大学教育振興会） 2019
- 『文庫で読む100年の文学』（松永美穂, 阿部公彦, 読売新聞文化部共編、中公文庫） 2023
- 『徹底討議：二〇世紀の思想・文学・芸術』（松浦寿輝, 田中純、講談社） 2024
- 『ダムロッシュ教授の世界文学講義：日本文学を世界に開く』（デイヴィッド・ダムロッシュ、監訳、片山耕二郎・高橋知之・福間恵訳、東京大学出版会） 2025

## 翻訳
- 『輝く世界』（アレクサンドル・グリーン、月刊ペン社） 1978。沖積舎 1993
- 『師匠たちと弟子たち』（ヴェニアミン・カヴェーリン、月刊ペン社） 1981
- 『シーポフの冒険 - あるいは今は昔のボードビル』（B・オクジャワ、沼野恭子共訳、群像社） 1989
- 『象』（スワヴォーミル・ムロージェック、長谷見一雄, 吉上昭三, 西成彦共訳、国書刊行会） 1991
- 『大理石』（ヨシフ・ブロツキー、白水社） 1991。戯曲
- 『微笑を誘う愛の物語』（ミラン・クンデラ、千野栄一, 西永良成共訳、集英社） 1992
- 『金色の玄関に』（タチヤーナ・トルスタヤ、沼野恭子共訳、白水社） 1995
- 『ライロニア国物語 - 大人も子どもも楽しめる13のおとぎ話』（レシェク・コワコフスキ、芝田文乃共訳、国書刊行会） 1995
- 『私人 - ノーベル賞受賞講演』（ヨシフ・ブロツキイ、群像社） 1996
- 『亡命ロシア料理』（ピョートル・ワイリ, アレクサンドル・ゲニス、北川和美, 守屋愛共訳、未知谷） 1996
- 『わが家の人びと - ドヴラートフ家年代記』（セルゲイ・ドヴラートフ、成文社） 1997
- 『終わりと始まり』（ヴィスワヴァ・シンボルカ、未知谷） 1997
- 『1917年のロシア革命』（ロイ・メドヴェージェフ、石井規衛共同監訳、現代思潮社） 1998
- 『消えた太陽』（アレクサンドル・グリーン、岩本和久共訳、国書刊行会） 1999
- 『ナボコフ短篇全集 1・2』（諫早勇一, 貝澤哉, 加藤光也, 毛利公美, 若島正共訳、作品社） 2000 - 2001
  - 増補版『ナボコフ全短篇』全1巻（上記＋秋草俊一郎, 杉本一直共訳、作品社） 2011
- 『真説ラスプーチン』上・下（エドワード・ラジンスキー、望月哲男共訳、日本放送出版協会） 2004
- 『ポーランド文学史』（ チェスワフ・ミウォシュ、関口時正, 森安達也, 西成彦, 長谷見一雄共訳、未知谷） 2006 - ※第42回日本翻訳出版文化賞受賞
- 『賜物』（ウラジーミル・ナボコフ、河出書房新社、世界文学全集） 2010／新潮社「ナボコフ・コレクション」 2019
- 『新訳 チェーホフ短篇集』（アントン・チェーホフ、集英社） 2010
- 『チェスワフ・ミウォシュ詩集』（関口時正共編、成文社） 2011
- 『かもめ』（アントン・チェーホフ、集英社文庫） 2012
- 『ソヴィエト文明の基礎』（アンドレイ・シニャフスキー、平松潤奈, 中野幸男, 河尾基, 奈倉有里共訳、みすず書房） 2013
- 『ヌマヌマ はまったら抜けだせない現代ロシア小説傑作選』（ミハイル・シーシキン、沼野恭子共訳、河出書房新社） 2021。ISBN 978-4-309-20840-4

ヴィクトル・ペレーヴィン、エドワルド・リモノフ、ヴィクトル・エロフェーエフ、アサール・エッペリ、アンドレイ・ビートフの作品を訳出
- 『世界文学の小宇宙2 囚われて』（藤井省三共編、名古屋外国語大学出版会、MUNDI叢書） 2021。ISBN 978-4-908523-34-2
- 『瞬間』（ヴィスワヴァ・シンボルスカ、訳・解説、未知谷） 2022 - 詩集

### スタニスワフ・レム
- 『枯草熱』（スタニスワフ・レム、吉上昭三共訳、サンリオSF文庫） 1979
- 『金星応答なし』（スタニスワフ・レム、ハヤカワSF文庫） 1981
- 『完全な真空』（スタニスワフ・レム、工藤幸雄, 長谷見一雄共訳、国書刊行会） 1989。河出文庫 2020
- 『虚数』（スタニスワフ・レム、長谷見一雄, 西成彦共訳、国書刊行会） 1998
- 『ソラリス』（スタニスワフ・レム、国書刊行会） 2004。ハヤカワSF文庫 2015
- 『高い城 / 文学エッセイ』（スタニスワフ・レム、巽孝之, 芝田文乃, 加藤有子, 井上暁子共訳、国書刊行会） 2004
- 『天の声 / 枯草熱』（スタニスワフ・レム、吉上昭三, 深見弾共訳、国書刊行会） 2005
- 『短篇ベスト10』（スタニスワフ・レム、関口時正, 久山宏一, 芝田文乃共訳、国書刊行会） 2015
- 『火星からの来訪者: 知られざるレム初期作品集』（スタニスワフ・レム、芝田文乃、木原槙子共訳、国書刊行会）2023

## 出演
- 100分de名著 - チェーホフ「かもめ」2012年9月放映 - テレビ
- 英語で読む村上春樹（2013年度講師）- ラジオ
- 100分de名著 - スタニスワフ・レム「ソラリス」 2017年12月放映 - テレビ
- 戦車闘争 (映画) - （2020年12月公開）- ドキュメンタリー映画